# Pterogoniella
Pterogoniella là một chi rêu trong họ Sematophyllaceae.